# Times Higher Education World University Rankings
Times Higher Education World University Rankings ― глобальный рейтинг университетов, ежегодно публикуемый журналом Times Higher Education (THE). С 2004 по 2009 год издатель также сотрудничал с Quacquarelli Symonds (QS): вместе они публиковали рейтинг THE-QS World University Rankings. В 2010―2013 годах действовало соглашение о сотрудничестве между THE и Thomson Reuters, а в 2014 году журнал подписал новый договор с Elsevier, которые и по сей день предоставляют THE данные, используемые для составления рейтингов.
THE публикуют общий мировой рейтинг, предметный рейтинг, рейтинг репутации, а также три региональных рейтинговых таблицы: Азия, Латинская Америка и страны БРИКС, которые составлены при использовании различных весов.
Рейтинг THE считается одним из наиболее авторитетных международных рейтингов университетов наряду с Academic Ranking of World Universities и QS World University Rankings. Рейтинг THE получил лестные отзывы по причине введения новой, улучшенной методологии ранжирования с 2010 года, однако, критику и озабоченность академической общественность вызывают проявления субъективизма в методологии исследования репутации учебных заведений, особенно за пределами англоязычного мира.
В 2020 году список российских университетов в рейтинге THE возглавили МГУ им. М.В. Ломоносова (174-я позиция), МФТИ (группа 201 ― 250) и НИУ ВШЭ (группа 251 ― 300). Всего в рейтинг попали 48 российских вузов.

## История
Создание первоначального рейтинга Times Higher Education–QS World University Rankings приписывается в книге Бена Вильдавски «The Great Brain Race: How Global Universities are Reshaping the World»  тогдашнему редактору Times Higher Education Джону О'Лири. Times Higher Education решила сотрудничать с компанией QS по вопросам образования и карьеры.
После публикации рейтинга 2009 года Times Higher Education приняла решение выйти из соглашения с QS и подписала договор с Thomson Reuters о предоставлении данных для нового ежегодного мирового рейтинга университетов, начиная с 2010 года. Издание разработало новую методологию рейтинга после консультаций со своими читателями, редакцией и Thomson Reuters. Thomson Reuters собирали и анализировали данные, используемые для составления рейтингов от имени Times Higher Education. Первый их рейтинг был опубликован в сентябре 2010 года.
Комментируя решение Times Higher Education отмежеваться от QS, бывший редактор Энн Мроз сказала: «Университеты заслуживают строгого, надёжного и прозрачного рэнкинга ― серьёзного инструмента для своего сектора». Далее она объяснила причину принятия решения продолжать составлять рейтинги без участия QS, сказав, что: «ответственность ложится тяжелым грузом на наши плечи... мы чувствуем, что обязаны улучшить методику того, как мы составляем их».
Фил Бэти, редактор нового рейтинга университетов мира Times Higher Education, признался в Inside Higher Ed: «рейтинги лучших университетов мира, которые мой журнал публикует в течение последних шести лет и которые привлекли огромное внимание мировой общественности, недостаточно хорошо отражают реальность. Фактически, обзоры репутации, которые составляли 40% оценок и которые до недавнего времени защищала Times Higher Education, имели серьёзные недостатки. И ясно, что наши исследования отдавали предпочтение техническим и естественным наукам перед гуманитарными».
Он охарактеризовал результаты предыдущих попыток экспертной оценки как «смущающие» в The Australian: «Выборка была слишком маленькой, а вес слишком высоким, чтобы к ней относились серьезно». THE опубликовали свои первые рейтинги с использованием новой методологии 16 сентября 2010 г., на месяц раньше, чем в предыдущие годы.
Мировой рейтинг университетов Times Higher Education, наряду с рейтингом QS World University Rankings и Академическим рейтингом университетов мира, входит в тройку самых влиятельных международных рейтингов университетов. The Globe and Mail в 2010 году назвала рейтинг мировых университетов Times Higher Education «возможно, самым влиятельным».
В 2014 году Times Higher Education объявила о серии важных изменений в своем общем рейтинге университетов мира THE World University Rankings и в своём наборе глобальных анализов университетской деятельности после стратегического обзора, проведённого головной компанией TES Global.

## Методология

### Критерии и взвешивание
Первоначально использовавшаяся в 2010―2011 годах методология содержала 13 отдельных показателей, сгруппированных по пяти категориям: преподавание (30 % от итоговой оценки), исследования (30 %), цитирование (влияние исследований) (32,5 %), международное сотрудничество (5 %), доходы (2,5 %). Количество индикаторов выросло со времён рейтинга Times-QS, публиковавшегося в период с 2004 по 2009 год, в котором использовалось только шесть индикаторов.
Проект первой методологии был выпущен 3 июня 2010 года. В нём говорилось, что сначала будут использоваться 13 показателей, и что в будущем их число может возрасти до 16. Были изложены такие категории показателей, как «исследовательские показатели» (55 %), «институциональные показатели» (25 %), «экономическая активность/инновации» (10 %) и «международное сотрудничество» (10 %). Названия категорий и вес каждой из них были изменены в окончательной методологии, выпущенной 16 сентября 2010 года. 
Методология составления рейтингов была изменена в 2011―2012 годах. Фил Бэти, редактор проекта, сказал, что рейтинг THE ― это единственный глобальный рейтинг университетов, который занимается исследованием учебной среды в университетах, в то время как другие сосредоточены исключительно на исследованиях. Бати также писал, что это единственный рейтинг, который ставит исследования в области искусства, гуманитарных и социальных наук наравне с техническими и естественными науками. Хотя это утверждение уже не соответствует действительности: в 2015 году QS ввели нормализацию оценки разных областей научного знания в свой рейтинг QS World University Rankings, гарантируя, цитирования будут взвешены таким образом, чтобы не дать университетам, специализирующимся в области естественных наук и инженерии, получить неоправданное преимущество.
В ноябре 2014 года журнал объявил о дальнейших реформах методологии после получения ревью от материнской компании TES Global. Главное изменение заключается в том, что сбор всех институциональных данных будет осуществляться за счет собственных средств, что приведёт к разрыву связи с Thomson Reuters. Кроме того, данные исследовательских публикаций теперь будут получать из базы данных Scopus от издательства Elsevier.

### Оценки
Оценки методологии, используемой при составления рейтинга, были различными.
Росс Уильямс из Мельбурнского института, комментируя проект 2010–2011 годов, заявил, что предлагаемая в нём методология будет отдавать предпочтение более специализированным «научно-исследовательским учреждениям с относительно небольшим количеством студентов» в ущерб учреждений с более комплексными программами и большим количеством студентов. Он также сказал, что индикаторы в целом являются «академически устойчивыми», и использование масштабных показателей будет оценивать скорее количество публикаций, а не их влияние. Стив Смит, президент Universities UK, похвалил новую методологию как «менее ориентированную на субъективную оценку репутации и использующую более надежные меры цитирования», что «укрепляет доверие к методу оценки». Дэвид Уиллеттс, министр Великобритании по делам университетов и науки, высоко оценил рейтинг, отметив, что «в этот раз репутация имеет меньшее значение, а качеству преподавания и обучения уделяется больше внимания». В 2014 году Дэвид Уиллетс стал председателем Глобального консультативного совета TES, отвечающего за предоставление стратегических рекомендаций для Times Higher Education.
Times Higher Education придаёт большое значение цитированию для формирования рейтингов. Цитирование как показатель эффективности образования во многих отношениях необъективен: он ставит университеты, не использующие английский в качестве основного языка, в невыгодное положение. Поскольку английский язык был принят в качестве международного языка для большинства академических обществ и журналов, труднее найти ссылки и публикации на языке, отличном от английского. Таким образом, такую методологию критикуют за то, что она неуместна и недостаточно инклюзивна. Второй важный недостаток методологии заключается в том, что в рамках дисциплин социальных и гуманитарных наук основным видом публикаций являются печатные издания, которые не включаются в цифровые записи цитирования или, по меньшей мере, редко попадают в них.
Times Higher Education также подвергалась критике за сильную предвзятость к учреждениям, которые преподают «точные науки» и получают высокие результаты исследований в этих областях, часто в ущерб учреждениям, ориентированным на социальные и гуманитарные науки. Например, в рейтинге мировых университетов THE-QS Лондонская школа экономики занимала 11-е место в мире в 2004 и 2005 годах, но опустилась до 66-го и 67-го места в 2008 и 2009 годах. В январе 2010 года THE пришли к выводу, что метод, использованный Quacquarelli Symonds, был некорректным, что выразилось в предвзятом отношении к определённым учреждениям, включая и LSE.